# A Parisian Scandal
A Parisian Scandal è un film muto del 1921 diretto da George L. Cox.

## Trama
A Parigi, dove si è recato per i suoi studi di paleontologia, il giovane Basil Hammond si sente imbarazzato per l'atteggiamento disinvolto di Liane, la nipote del suo tutore, che con lui si atteggia a vamp. Ben presto, però, Basil si rende conto di essersi innamorato della ragazza che scopre essersi fidanzata con il conte Oudoff. Ad una festa, Oudoff lo insulta e i due si sfidano a duello. Liane interviene per salvare Basil e lui, disperato, s'imbarca per tornare negli Stati Uniti. A bordo, scoprirà che anche Liane sta lasciando la Francia per partire insieme a lui.

## Produzione
Il film fu prodotto dall'Universal Film Manufacturing Company.

## Distribuzione
Il copyright del film, richiesto dalla Universal Film Manufacturing Co., fu registrato il 29 novembre 1921 con il numero LP17259.
Distribuito dall'Universal Film Manufacturing Company e presentato da Carl Laemmle, il film uscì nelle sale cinematografiche statunitensi il 5 dicembre 1921.